# Molybden
Molybden (chemická značka Mo, latinsky Molybdaenum) je kovový prvek 6. skupiny periodické soustavy prvků. Praktické využití nalézá hlavně jako složka vysoce legovaných ocelí a při výrobě průmyslových katalyzátorů.

## Základní fyzikálně-chemické vlastnosti

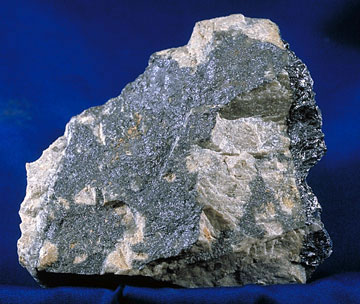
Minerál molybdenit

Elementární molybden je stříbřitý až šedobílý tvrdý a křehký kov se značně vysokým bodem tání. Za teplot pod 0,915 K je supravodičem I. typu. Krystaluje v těsně centrované kubické mřížce.
Na vzduchu je za normální teploty stálý, stejně tak je odolný i vůči působení vody. S vodíkem nereaguje a nevytváří žádné hydridy.
Vůči působení minerálních kyselin je poměrně stálý, především oxidačně působící kyseliny pasivují jeho povrch a chrání jej tak před dalším napadením. Stejně tak je odolný vůči roztokům alkalických hydroxidů.
Poměrně snadno se rozpouští v kyselině chlorovodíkové i lučavce královské. Nejsnáze se kovový molybden rozpouští alkalickým tavením, například se směsí dusičnanu draselného a hydroxidu sodného (KNO3 + NaOH). Po zahřátí reaguje s mnoha nekovy za vzniku převážně intersticiálních sloučenin.
Ve sloučeninách se molybden vyskytuje v řadě různých mocenství od Mo+2 a po Mo+6 a v rozsáhlé škále různých barev.

## Historie
Roku 1778 švédský chemik Carl Wilhelm Scheele vyizoloval z minerálu molybdenitu oxid dosud neznámého prvku. P. J. Hjelm připravil z tohoto oxidu kovový molybden redukcí dřevěným uhlím. Název molybden pochází z řeckého pojmenování olova molybdos, které označovalo jakýkoliv měkký černý materiál vhodný ke psaní.

## Výskyt a výroba

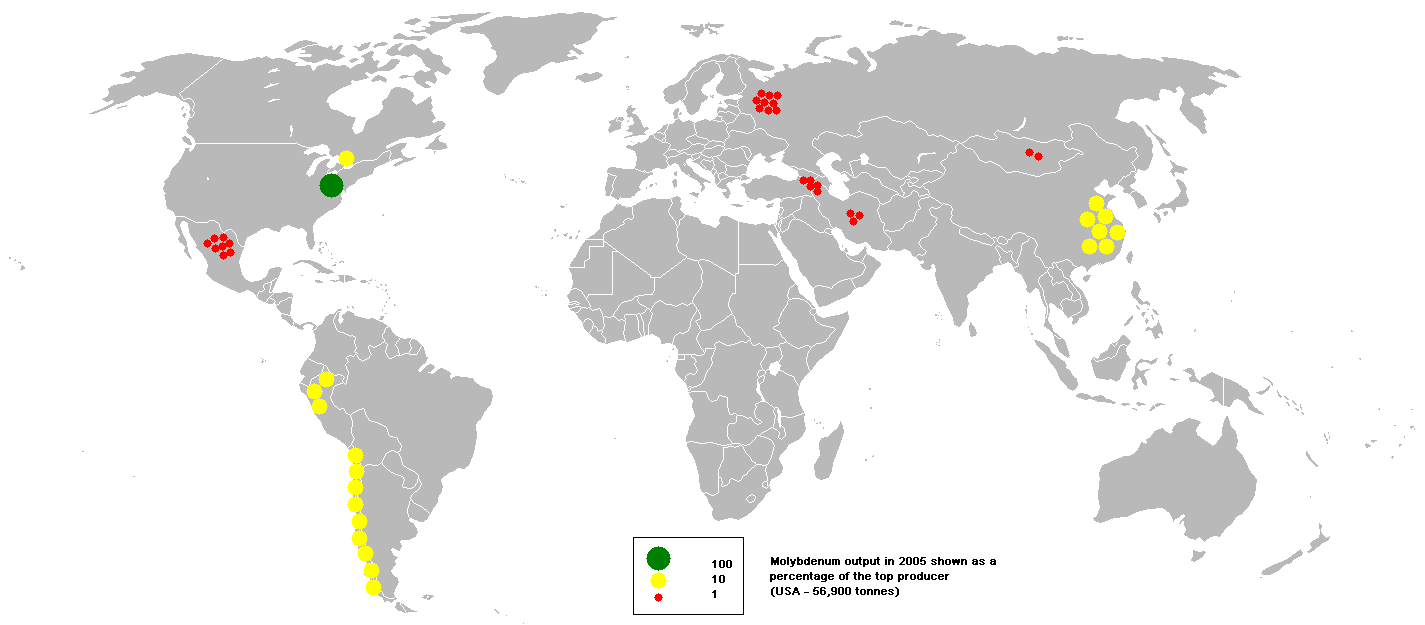
Těžba v roce 2005

Molybden je na Zemi poměrně vzácný, jeho obsah se odhaduje na 1,5–8 mg/kg v zemské kůře. V mořské vodě se však molybden nachází v koncentraci až 0,01 mg/l. Ve vesmíru připadá jeden atom molybdenu na 10 miliard atomů vodíku.
V rudách se vyskytuje jen v nízkých koncentracích. Nejvýznamnější rudou je molybdenit (sulfid molybdeničitý, MoS2), jehož ložiska se nacházejí především v Coloradu v USA[zdroj⁠?!]. Dalšími rudami jsou wulfenit, molybdenan olovnatý, (PbMoO4) a powellit (Ca(Mo,W)O4).
Molybdenit jako MoS2 se těží buď samostatný nebo se získává při výrobě mědi. Po přečištění flotací se pražením převede na oxid molybdenový podle rovnice:
2 MoS2 + 7 O2 → 2 MoO3 + 4 SO2
Ten se buď využívá přímo, nebo se aluminotermicky převede na ferromolybden, který nachází použití při výrobě korozivzdorných ocelí.
Čistý molybden se vyrábí redukcí oxidu molybdenu vodíkem.
MoO3 + 3 H2 → Mo + 3 H2O
Ionty molybdenu jsou také obsaženy v proteinovém komplexu nitrogenáza, který je využíván mutualistickými fixátory (zpravidla gramnegativní bakterie, mikrosymbionti – zejména Rhizobium) atmosférického molekulárního dusíku, přičemž dochází k obohacování půdy.

## Využití
Základní praktické využití nalézá molybden v metalurgii při výrobě speciálních ocelí. Již poměrně malé množství molybdenu ve slitině výrazně zvyšuje její tvrdost, mechanickou a korozní odolnost. Proto se z molybdenových ocelí vyrábějí silně mechanicky namáhané součásti strojů jako například hlavně děl, geologické vrtné hlavice a nástroje pro obrábění kovů[zdroj⁠?!]. Z molybdenu se také vyrábí povrchová vrstva pístních kroužků. V chemickém průmyslu je materiálem pro reaktory pracující v silně korozivním prostředí za vysokých tlaků a teplot.[zdroj⁠?!]
Používá se pro výrobu petrochemických katalyzátorů sloužících k odstranění sirných sloučenin z ropy a ropných produktů.[zdroj⁠?!]
V zemědělství se jeho sloučeniny využívají jako pro některá umělá hnojiva, například pro pěstování brokolice nebo květáku. Potravinářský průmysl ho používá pro výrobu některých potravinových doplňků.

## Sloučeniny
Chemie sloučenin molybdenu je značně pestrá a komplikovaná. Již pouhý fakt, že se molybden vyskytuje v pěti různých valenčních stavech od Mo+2 až po Mo+6, které mohou poměrně snadno přecházet mezi sebou je důvodem, že chemie molybdenu je spíše předmětem diplomových prací než praktického uplatnění v běžném životě. Mnoho chemiků se již setkalo s faktem, že mnohé z bohatého spektra jeho sloučenin vykazují nízkou rozpustnost, což v praxi znamená, že je poměrně velmi obtížné udržet rozpuštěný molybden kompletně v roztoku po delší dobu. Analýza obsahu molybdenu v roztoku se pak někdy stává soutěží s časem, kdy je nutno provést příslušnou operaci dříve, než z roztoku vypadne nějaká pestře zbarvená nerozpustná sloučenina molybdenu.
Pro molybden je navíc typická tvorba heteropolykyselin, polymerních sloučenin molybdenu, kyslíku a vodíku bez přesného stechiometrického vzorce.
V praxi má technologický význam například sulfid molybdeničitý, MoS2 – černá práškovitá sloučenina, která se používá jako lubrikant (mazadlo) v prostředích s vysokou teplotou nebo s extrémním tlakovým namáháním.[zdroj⁠?!]
Dále se můžeme prakticky setkat se solemi kyseliny molybdenové H2MoO4 – molybdenany, které jsou složkou některých barevných pigmentů a nalézají uplatnění v analytické chemii.[zdroj⁠?!]

## Biologický význam
Přestože je molybden přítomen v živých tkáních živočichů a rostlin pouze ve stopovém množství, je nezbytný pro správné fungování běžných životních funkcí. Bylo prokázáno, že se aktivně účastní v řadě enzymatických systémů, které jsou zodpovědné za metabolismus železa a detoxikaci sulfidů. Významnou roli hraje molybden i prevenci zubního kazu a jeho přítomnost zvyšuje tvrdost zubní skloviny.
Nedostatek molybdenu může vést k anémii, přispívá ke zvýšenému výskytu záchvatů astmatu, zvýšené kazivosti zubů a zhoršení ochrany proti infekci močového měchýře.[zdroj⁠?!] Podle některých zdrojů je nedostatek molybdenu ve stravě příčinou depresivních stavů a může vést k impotenci.[zdroj⁠?!]
Nedostatek molybdenu u rostlin způsobuje např. vyslepnutí květáku nebo růstové poruchy dalších košťálových zelenin.
Hlavním přirozeným zdrojem molybdenu v potravě jsou luštěniny, celozrnné pečivo a listová zelenina.